# جوني هودجز
جوني هودجز (بالإنجليزية: Johnny Hodges)‏ هو عازف ساكسفون أمريكي، ولد في 25 يوليو 1906 في كامبريدج في الولايات المتحدة، وتوفي في 11 مايو 1970 في نيويورك في الولايات المتحدة.

## وصلات خارجية
- جوني هودجز على موقع IMDb (الإنجليزية)
- جوني هودجز على موقع الموسوعة البريطانية (الإنجليزية)
- جوني هودجز على موقع ميوزك برينز (الإنجليزية)
- جوني هودجز على موقع قاعدة بيانات برودواي على الإنترنت (الإنجليزية)
- جوني هودجز على موقع إن إن دي بي (الإنجليزية)
- جوني هودجز على موقع أول ميوزيك (الإنجليزية)
- جوني هودجز على موقع ديسكوغز (الإنجليزية)